# Международный коммерческий арбитраж
Международный коммерческий арбитраж — институт, представляющий собой негосударственные, (третейские) коммерческие арбитражные суды, специально предназначенные для рассмотрения споров между участниками международных коммерческих сделок, сторонами по которым выступают лица разной государственной принадлежности (иностранные фирмы и организации). Эти органы следует также отличать от другого типа третейских судов, которые могут рассматривать споры между государствами — субъектами международного публичного права.

## Преимущества и недостатки международного коммерческого арбитража
Наряду с обращением в государственные суды, международный коммерческий арбитраж является одним из наиболее популярных средств разрешения споров между сторонами международного контракта. При выборе арбитража как способа разрешения споров по своему контракту стороны должны принимать во внимание следующие факторы:
1. Исполнимость будущего решения против другой стороны дела, что особенно важно, если стороны находятся в разных государствах. Даже в случае выигрыша в государственном суде исполнить его решение в других государствах будет возможно только на основании специального международного договора или на основании взаимности. Договоры о признании судебных решений в международной практике пока большого успеха не имели. Гаагская конвенция о признании и исполнении иностранных судебных решений в гражданских и коммерческих делах была подписана всего пятью государствами. Решение Совета Европы о юрисдикции и принудительном исполнении судебных решений в гражданских и коммерческих делах применяется только в рамках ЕС. Аналогичным образом, ряд конвенций внутри СНГ о признании и исполнении судебных решений, таких, к примеру, как Соглашение о порядке разрешения споров, связанных с осуществлением хозяйственной деятельности (Киев, 20 марта 1992 г.) также имеет очень ограниченный круг сторон.
В противовес им, международные арбитражные решения принудительно исполняются во всем мире в соответствии с Нью-Йоркской Конвенцией о признании и приведении в исполнение иностранных арбитражных решений. Конвенция ратифицирована более чем 140 государствами, то есть практически всеми экономически значимыми юрисдикциями.
C другой стороны, решение суда в его «собственной» юрисдикции исполняется немедленно, в то время как арбитражное решение для своего исполнения требует признания судом.
2. Конфиденциальность производства. Как правило, за исключением случаев, когда суд принимает решение о закрытом заседании или иным способом ограничивает публичность дела, судебные производства могут быть известны широкой публике и прессе, а судебные решения могут публиковаться. Арбитражное производство является гораздо более закрытым и, при желании обеих сторон сохранить его в тайне, может оставаться конфиденциальным долгое время.
3. Стоимость и длительность производства. В начале своей истории коммерческий арбитраж рассматривался как более быстрая и менее затратная форма судопроизводства. C течением времени, тем не менее, это преимущество арбитража всё более подвергается сомнению.
А. Длительность производства. По своей сути, арбитражное производство задумано как более короткое по сравнению с рассмотрением дела в суде, прежде всего в связи с тем, что арбитражное решение, как правило, не обжалуется, а потому стороны проходят не более одной «инстанции» при рассмотрении своего дела. Тем не менее, понятное желание арбитражного трибунала принять «как можно более правильное» решение в сложных арбитражных спорах приводит, зачастую, к тому, что производство даже в этой единственной «инстанции» растягивается на годы. Необходимо, однако, понимать, что длительность производства зачастую вызвана объективными (не зависимыми от арбитров) причинами, например такими как: большой объём документов, уклонением одной из сторон от разбирательства…
Б. Составные части арбитражных затрат. Основными составляющими арбитражных затрат являются: с одной стороны, оплата арбитражного сбора и гонораров арбитров, а с другой — оплата услуг юридических советников. Обе эти составляющие напрямую зависят от длительности производства.
Действительно, в арбитраже стороны самостоятельно несут все технические затраты на производство, а также оплачивают гонорары арбитров, которые могут составлять десятки и сотни тысяч долларов. В государственном суде размер госпошлины редко достигает таких значений. Тем не менее, основной составляющей затрат сторон остается оплата услуг юридических советников, которая буквально на порядок превышает все остальные затраты в совокупности. В связи с этим, с увеличением длительности арбитражных разбирательств, по стоимости они все ближе подходят к обыкновенным судебным делам.
Как правило, информация о суммах затрат на ведение дела в коммерческом арбитраже остается конфиденциальной. Некоторое представление о суммах и их соотношении могут дать публичные решения инвестиционного арбитража. Так, к примеру, в недавно вышедшем решении в деле по иску Swisslion DOO Skopje против Македонии (ICSID Case No. ARB/09/16, решение от 6 июля 2012 г.) истец заявил, что потратил в течение всего рассмотрения дела, длившегося три года: регистрационный сбор ICSID — 25.000 долларов, аванс на прочие арбитражные расходы (включая гонорары арбитров) — 250.000 долларов, услуги ведущей международной юридической фирмы — 1 миллион евро, услуги местных советников — 595.500 евро. Ответчик в этом же деле потратил в сумме 3.675.211 долларов.
4. Нейтральность. Существенным фактором привлекательности международного арбитража является его нейтральность, внегосударственный статус. Если стороны контракта из двух разных государств предполагают спор между собой, каждой из них трудно будет согласиться рассматривать его в судах противоположной стороны, так как очевидно, что иностранная сторона будет вызывать определенный уровень предубеждённости. В то же время суды третьего государства могут отказаться принять иск к рассмотрению и в любом случае их решение будет проблематично исполнить.

С этой точки зрения, арбитраж, который ведется нейтральными частными лицами (в том числе из третьих государств) и решения которого исполняются повсеместно, гораздо предпочтительнее.
Другими факторами, которые также могут повлиять на выбор между арбитражным или судебным разбирательством, могут быть возможность стороны выбрать арбитра в отличие от назначенного государством судьи; консенсуальная природа юрисдикции арбитража, которая делает трудным или невозможным привлечение соответчиков и третьих лиц; относительная гибкость арбитражного процесса, элементы которого могут определять стороны и трибунал, и др.

## Разновидности международного коммерческого арбитража
В настоящее время существуют две основные разновидности международного коммерческого арбитража:
- институциональный арбитраж (institutional arbitration) — арбитражное производство под эгидой постоянно действующей арбитражной организации (института) и по правилам, ею разработанным;
- арбитраж ad hoc — арбитражное производство по правилам, не связанным ни с какой арбитражной организацией (к примеру, по Арбитражному регламенту ЮНСИТРАЛ или по регламенту, разработанному сторонами). При этом, арбитраж ad hoc также может администрироваться арбитражной организацией[12].

Стороны вправе свободно избрать любой институциональный арбитраж для рассмотрения возникших между ними споров, если только подобный выбор не будет противоречить регламенту данного арбитража или международному договору, заключенному между соответствующими странами. Также стороны могут предусмотреть арбитраж ad hoc, на основе известных правил или разработать правила самостоятельно. Выбор осуществляется сторонами на основе консенсуса, что и находит своё отражение в арбитражной оговорке.

### Постоянно действующий (институциональный) арбитраж
Институциональные арбитражные производства в отличие от арбитража ad hoc проводятся на основании специально разработанных арбитражными институтами правил (регламентов), в которых прописан порядок рассмотрения споров и одновременно администрируются этими арбитражными институтами. К примеру, арбитраж по Арбитражным Правилам LCIA, который администрируется самим LCIA, Лондонским судом международного арбитража, будет институциональным.
Постоянные арбитражные институты создаются при торгово-промышленных палатах, биржах, организациях и ассоциациях предпринимателей.
Преимущества институционального арбитража:
- Наличие правил и процедур, которые обеспечивают быстрое формирование арбитражного трибунала и начало производства, а также разрешение стандартных процессуальных ситуаций, таких как отвод арбитра, определение арбитражных расходов, обеспечение иска[13];
- Списки рекомендованных арбитров, из которых стороны вправе выбрать тех, которые будут рассматривать спор между ними (хотя выбирать арбитра из списка не обязательно). Институты имеют подробную и регулярно обновляемую информацию об арбитрах, включая их опыт, специализацию, знание языков и т. п.[14];
- административная и техническая помощь со стороны арбитражного института, в том числе и помощь в ситуации, когда одна из сторон затягивает или игнорирует производство.

Среди арбитражных институтов наиболее известными и авторитетными являются:
- Международный арбитражный суд (англ. International Court of Arbitration) при Международной торговой палате, находится в Париже, возможно, наиболее известный и опытный среди международных арбитражных институтов. В соответствии с исследованием 2008 года (недоступная ссылка), проведенным PWC, более 45 % участников исследования предпочли ICC перед другими институтами;
- Лондонский международный арбитражный суд (англ. London Court of International Arbitration), основной арбитражный институт Великобритании, один из старейших в мире, основан в 1892 году;
- Американская арбитражная ассоциация (англ. American Arbitration Association) или Triple-A, основной арбитражный институт США. Международные арбитражные производства администрирует её дочерняя организация, Международный центр урегулирования споров (International Centre for Dispute Resolution, ICDR);
- Арбитражный институт Торговой палаты Стокгольма (Arbitration Institute of the Stockholm Chamber of Commerce, aka SCC Institute), шведский арбитражный институт, известный большим количеством дел с участием сторон из бывшего СНГ;
- Китайская комиссия по международному экономическому и торговому арбитражу (China International Economic and Trade Arbitration Commission, CIETAC), центральный арбитражный институт КНР.

В России функционируют Международный коммерческий арбитражный суд (МКАС) в Воронеже  и Морская арбитражная комиссия (МАК) при Торгово-промышленной палате (ТПП) Российской Федерации в Москве.
На Украине функционируют Международный коммерческий арбитражный суд (ICAC)  и Морская арбитражная комиссия (UMAC)  при Торгово-промышленной палате Украины в Киеве.
В Беларуси работает Международный арбитражный суд при Белорусской торгово-промышленной палате (МАС при БелТПП).

### Арбитраж ad hoc (изолированный)
«Классический» арбитраж ad hoc формируется непосредственно сторонами контракта для рассмотрения одного конкретного спора, причем регламент разбирательства определяют либо стороны совместно, либо его устанавливает созданный арбитражный трибунал.
Однако обычно, вместо согласования регламента, с целью экономии времени и избежания противоречий стороны используют уже существующие регламенты, к примеру, Арбитражный регламент ЮНСИТРАЛ. Данный регламент позволяет до минимума сократить процедурные споры и обеспечить выход из тупика в том случае, к примеру, если ответчик не назначает своего арбитра, или если два арбитра не могут достигнуть согласия относительно кандидатуры председателя.
Арбитражные производства ad hoc проводятся достаточно редко. Исследование 2008 года (недоступная ссылка), проведенное PWC, показало, что в последние 10 лет лишь 14 % решений принималось в рамках ad hoc арбитражей, причем такую форму разбирательства предпочитали крупные корпорации с оборотами более 50 млрд долларов, то есть владеющие собственными юротделами.
Основное преимущество арбитража ad hoc — максимальная гибкость производства, большой потенциал для его ускорения и удешевления. Кроме того, стороны производства ad hoc могут избежать уплаты арбитражного сбора, если не будут назначать арбитражный институт для администрирования дела.
Основной недостаток арбитража ad hoc — эффективность производства ad hoc сильно зависит от того, насколько стороны склонны сотрудничать с целью разрешения своего спора. Если одна из сторон игнорирует производство или даже намеренно ему противодействует, это приводит к большим потерям времени, которых можно избежать в случае институционального арбитража.

## Правовое регулирование в международном коммерческом арбитраже
Существует три формальных источника права, которые регулируют международное арбитражное производство:
- Международное право;
- Национальное право;
- Соглашение сторон и арбитражный регламент.

Также можно говорить о некоторых неформальных источниках, таких как практика арбитража, рекомендации арбитражных институтов и юридических организаций (к примеру, International Bar Association (IBA) Rules on the Taking of Evidence in International Commercial Arbitration или IBA Guidelines on Conflict of Interest in International Commercial Arbitration)

### Международное право
Хотя исторически, арбитраж в коммерческих делах возник в рамках отдельных государств, как альтернатива государственным судам, именно международные конвенции «создали» международный коммерческий арбитраж в его сегодняшнем понимании, обеспечив его ключевое преимущество по сравнению с обычными судами — возможность признания и исполнения арбитражного решения во многих (практически всех) странах мира.
Основным источником международного права в сфере коммерческого арбитража является, безусловно, Нью-Йоркская Конвенция 1958 года (Конвенция о признании и приведении в исполнение иностранных арбитражных решений), разработанная ЮНСИТРАЛ и принятая под эгидой ООН. На сегодняшний день её участниками являются практически все экономически значимые государства (более 140), что делает её одним из наиболее успешных проектов в сфере международного права.
Конвенция крайне невелика по объему, в английском варианте Архивная копия от 3 сентября 2013 на Wayback Machine чуть более тысячи слов, а её основная содержательная часть охватывает всего несколько статей. При этом она кардинальным образом изменяет целый ряд положений международного права, включая такие ключевые концепции как суверенитет и право на судебную защиту.
Два основных положения Конвенции:
- признание и приведение в исполнение арбитражных соглашений. Статья II Конвенции предписывает, в частности, что суд, если к нему поступает иск по вопросу, по которому стороны заключили арбитражное соглашение, должен по просьбе одной из сторон направить стороны в арбитраж, если не найдет соглашение недействительным. Иными словами, суд будет вынужден отказать ответчику в судебной защите даже если производство по арбитражному делу будет происходить за рубежом и никогда больше в юрисдикцию суда не попадет.
- признание и приведение в исполнение арбитражных решений. Статьи III—V Конвенции устанавливают обязательство государств-участников признавать иностранные арбитражные решения на своей территории, определяют перечень документов, которые могут испрашиваться в соответствующей процедуре местными судами и ограниченный перечень оснований для отказа в признании и исполнении решений.

В международном праве есть и другие, гораздо менее значительные источники (обычно регионального значения), регулирующие вопросы, связанные с международным коммерческим арбитражем. Среди них можно назвать:
- Европейскую (Женевскую) Конвенцию о международном коммерческом арбитраже 1961 года, сторонами которой являются около 30 государств, включая Беларусь, Российскую Федерацию и Украину.
- Межамериканскую (Панамскую) конвенцию о международном коммерческом арбитраже 1975 года, сторонами которой являются около 20 американских государств, включая Аргентину, Бразилию, Мексику и США.
- Амманскую конвенцию арабских государств о коммерческом арбитраже 1987 года, подписанную рядом арабских государств.

### Национальное право
В науке и практике международного арбитража традиционно преобладала точка зрения, по которой юридическая сила арбитражным решениям дается правом государства, в котором проводился арбитраж, взамен чего это право регулирует арбитражный процесс, включая полномочия арбитра. Таким образом, арбитражное производство регулируется lex loci arbitri — правом места арбитража.

В течение длительного времени основным практическим последствием этого подхода было то, что юристам-арбитражникам было сложно выступать в качестве арбитров или советников в арбитражах в странах, где они не были знакомы с местным правом.

Одним из способов решения этой проблемы стала разработка в 1985 году ЮНСИТРАЛ Типового закона о международном торговом арбитраже, который ООН рекомендовала всем государствам «должным образом принимать во внимание», с целью обеспечить «единообразие закона о процедурах арбитража и конкретные потребности практики международного торгового арбитража».
На сегодняшний день, законодательство на основе Типового закона (с изменениями от 2006 года) принято в более чем 60 государствах, включая Российскую Федерацию и Украину. В то же время, основные «арбитражные юрисдикции», то есть государства, на территории которых проводится наибольшая часть международных арбитражей, такие как Франция, США, Великобритания (кроме Шотландии), Швейцария, Швеция, континентальный Китай не основывали своё законодательство на Типовом Законе.
Принятие законодательства на основе Типового Закона также позволяет судам и юристам государства извлекать большую пользу из базы данных ЮНСИТРАЛ по судебным и арбитражным решениям, касающимся применения Типового Закона в других государствах (база CLOUT)

### Соглашение сторон и арбитражный регламент
Как правило, национальное законодательство об арбитраже позволяет сторонам самостоятельно определять правила ведения арбитражного разбирательства между ними. Такое соглашение сторон будет еще одним источником правил, регулирующих ведение международного арбитража. Особенность его в том, что в соответствии с традиционным подходом к lex loci arbitri как праву, регулирующему арбитраж, стороны вольны устанавливать правила производства там, где это не запрещено lex loci arbitri.
Как указывалось выше, на практике стороны зачастую определяют правила ведения арбитража «пакетно», соглашаясь на применение к ним какого-либо арбитражного регламента.

## Основные элементы практики арбитража

### Арбитражное соглашение
Арбитражное соглашение — это соглашение сторон существующего или будущего спора о передаче такого спора на рассмотрение арбитражного трибунала. Арбитражное соглашение — центральный элемент и основание всего арбитражного производства.
Можно выделить две основные формы арбитражных соглашений:
- арбитражная оговорка, arbitration clause — положение в договоре о передаче на арбитражное рассмотрение будущих споров, которые из него возникают. При этом стороны ссылаются не на конкретный спор, а на правоотношения, из которых такой спор может возникнуть;
- арбитражный договор, submission agreement или, традиционно, compromis — соглашение сторон о передаче в арбитраж уже существующего, конкретного спора между ними.

Исполнение (enforcement) арбитражных соглашений в теории включает «позитивный» и «негативный» аспекты. В позитивном аспекте стороны арбитражного соглашения наделяют юрисдикцией в отношении своего спора арбитражный трибунал, который будет его рассматривать и будет уполномочен вынести обязательное решение. В негативном аспекте арбитражное соглашение лишает национальные суды юрисдикции в споре, который охватывается соглашением. Именно о негативном аспекте идет речь в ст. II.3 Нью-Йоркской Конвенции 1958 г.
Право, применимое к арбитражному соглашению. Доктрина делимости (separability) арбитражной оговорки подразумевает, что арбитражная оговорка является отдельным соглашением в рамках основного договора и её действительность по общему правилу не зависит от действительности договора, который её содержит. Это одна из наиболее широко принятых концепций в международном арбитраже и она означает, что арбитражная оговорка, как отдельный договор, будет регулироваться своим собственным правом, не обязательно одинаковым с правом, регулирующим основной договор. То же самое очевидно справедливо и для submission agreement.
Было предложено несколько коллизионных привязок для права, регулирующего арбитражное соглашение — право основного договора, право применимое к арбитражному производству, право места арбитража и т. п. На сегодняшний день основным вариантом считается регулирование арбитражного соглашения правом места арбитража. Основанием для этого, прежде всего, является разумная аналогия со ст. V.1 Нью-Йоркской Конвенции 1958 г., которая устанавливает, что на стадии исполнения решения действительность арбитражного соглашения определяется (при отсутствии согласия сторон) по праву государства, где было вынесено арбитражное решение, то есть по месту арбитража, lex arbitri. Тем не менее, судам иногда предоставляется определенная свобода в применении своего «собственного» права, lex fori к определению отдельных аспектов действительности арбитражного соглашения, к примеру, арбитрабельности.

### Арбитражный трибунал
Право выбрать судью в собственном споре — одна из характерных черт и большое преимущество арбитражного разбирательства. От подбора арбитражного трибунала во многом зависит и качество арбитражного процесса.
Один или три? Первый вопрос, который необходимо решить при назначении арбитражного трибунала — его состав. В подавляющем большинстве случаев дело рассматривается либо трибуналом из трех арбитров, либо одним арбитром. Выбор между одним или тремя может быть довольно сложным. Регламенты AAA (Article 5), LCIA (Article 5.4) и ICC (Article 12.2) предусматривают по умолчанию назначение одного арбитра, в то время как Конвенция ICSID (Статья 37.2.b) и Правила UNCITRAL (Article 7.1 Архивная копия от 17 октября 2012 на Wayback Machine) предусматривают назначение трех. Выбор варианта с одним арбитром, как правило, снижает арбитражные издержки за счет гонораров арбитров, однако может вызвать сомнения сторон в беспристрастности трибунала.
Формирование трибунала. Базовым принципом международного арбитража является равенство процессуальных возможностей сторон. В связи с этим, формирование трибунала происходит, как правило, в порядке, согласованном сторонами.
- Стороны могут согласиться назначить конкретных лиц членами трибунала. Этот вариант, безусловно, оптимален с точки зрения соблюдения интересов сторон, однако на практике он может часто быть нереализуемым из-за того, что один из арбитров по каким-то причинам не сможет принять участие в разбирательстве.
- При отсутствии согласия, стороны могут выбрать независимый орган (appointing authority) и возложить на него полномочия по назначению нейтральных арбитров. Такой вариант, как правило, применяется в отношении единоличного арбитра или в отношении президента трибунала. Тем не менее, назначение таким путём трех членов трибунала часто воспринимается как лишение сторон возможности участия в формировании трибунала, то есть одного из ключевых преимуществ арбитража. Тем не менее, отдельные практики считают[29] что только таким образом обеспечивается действительно эффективный и нейтральный состав арбитража.
- Наконец, в случае трибунала из трех арбитров каждая сторона может назначить по одному арбитру, а президент трибунала будет определен либо назначенными арбитрами, либо независимым органом. Это наиболее частый способ формирования состава арбитража из трех арбитров. Его слабой стороной является склонность арбитра, назначенного стороной, прислушиваться к позиции «своей» стороны, чтобы в будущем обеспечить себе повторные назначения. Тем не менее, при отсутствии признаков предубежденности арбитра, с таким недостатком обычно приходится смириться.

Отдельным интересным вопросом является назначение арбитров в многосторонних арбитражах, то есть производствах с более чем двумя сторонами, где разница интересов сторон не позволяет им объединиться в два противоборствующих лагеря: «сторону истца» и «сторону ответчика». При составе арбитража из трех членов только две стороны могут назначить «своего» арбитра, а остальные этого права, по сути, лишаются. В известном деле Dutco французский Cour de Cassation постановил, что в ситуации, когда интересы трех сторон не совпадают, каждая из них имеет право назначить арбитра — или же все этого права должны быть одинаково лишены.
Как реакция на принципы Dutco, новая версия Регламента ICC устанавливает в ст. 12.8, что в ситуации, когда в деле действительно более двух противоборствующих интересов, весь состав арбитража назначается нейтральным органом — ICC Court.
Требования к арбитрам. Стороны могут договориться, что арбитры, которые будут рассматривать их спор, должны соответствовать каким-либо критериям. К примеру, такие критерии могут включать практический опыт работы в определенной сфере, национальность, знание языков, наличие сертификата квалификации и т. п. Когда такое согласие достигнуто, то даже если назначение производит нейтральный орган, он будет обязан соблюдать соглашение сторон. Такие требования, на практике, согласовываются достаточно редко.
Право, регулирующее арбитражное производство, может устанавливать дополнительные объективные требования к арбитрам. В развитых арбитражных юрисдикциях по общему правилу стороны могут назначать арбитров на своё усмотрение — государство не контролирует их кандидатуры. Тем не менее, для того, чтобы арбитражное решение имело силу и признавалось государством, необходимо, чтобы при его вынесении соблюдался минимум надлежащего процесса (due process). В частности, это означает, что арбитр должен быть независимым и беспристрастным.
Независимость (independence) арбитра — это объективный параметр: отсутствие его личной заинтересованности в результате дела. Такая заинтересованность может быть создана, к примеру, когда арбитр косвенно получает какую-либо выгоду от результата дела, либо когда арбитр финансово зависим от какой-либо из сторон, либо получает от неё значительную часть своего дохода и т. п. Также арбитр может быть связан не только со стороной, но и с юристами стороны.
Беспристрастность (impartiality) арбитра — это понятие субъективное; она, как правило, определяется уже в ходе производства. Беспристрастность — это отсутствие у арбитра предубежденности в отношении стороны либо предмета спора. Арбитр может и не быть заинтересован в исходе конкретного спора и не связан с его сторонами, однако на его решение может повлиять, к примеру, предубежденность против лиц определенной национальности или религии или ранее занятая позиция по какому-либо правовому вопросу.
Обстоятельства, которые могут свидетельствовать о предубежденности арбитра суммированы в известных IBA Guidelines on Conflicts of Interest in International Arbitration, публикации, подготовленной International Bar Association. Хотя она и не имеет обязательной силы, но все же часто используется на практике.
В случае, если сторона считает, что арбитр нарушает стандарт независимости или беспристрастности, она может заявить арбитру отвод во время рассмотрения дела, либо, если о нарушении стандарта стало ей известно после окончания рассмотрения (к примеру, из текста решения), сторона может обжаловать на этом основании решение арбитража.